# Comuna Kovciîn, Kulîkivka
Kovciîn (în ucraineană Ковчин) este o comună în raionul Kulîkivka, regiunea Cernihiv, Ucraina, formată din satele Kovciîn (reședința) și Ukraiinske.

## Demografie
Componența lingvistică a comunei Kovciîn
     Ucraineană (97,75%)
     Rusă (2,1%)
     Alte limbi (0,15%)
Conform recensământului din 2001, majoritatea populației comunei Kovciîn era vorbitoare de ucraineană (97,75%), existând în minoritate și vorbitori de rusă (2,1%).